# 広島岩国道路

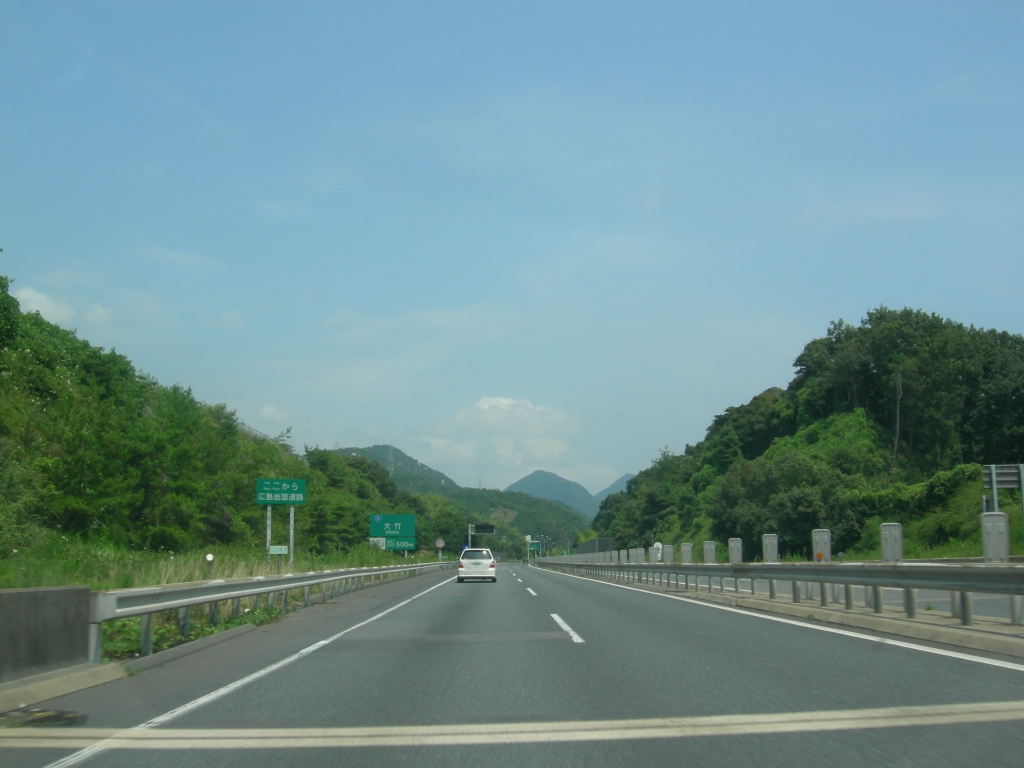
大竹JCT（広島県大竹市）。広島岩国道路と山陽自動車道の境界を示す標識が設置されている。

広島岩国道路（ひろしまいわくにどうろ）は、広島県の廿日市市から大竹市に至る国道2号のバイパスである。西日本高速道路（NEXCO西日本）が一般有料道路として管理している。
山陽自動車道に並行する一般国道自動車専用道路であり、高速道路ナンバリングによる路線番号は、山陽自動車道・小郡道路・山口宇部道路（嘉川IC - 宇部JCT間）とともに「E2」が割り振られている。

## 概要
国道2号（国道433号重複区間を含む）の交通混雑の緩和を図るため、一般有料道路として建設された道路である。
廿日市JCT - 大竹JCT間は山陽道の本線と連続しており、事実上山陽道の一部のように機能している。
この区間は裁判での和解の結果、山陽道を別途建設することが地元住民と協定されているが、当初の山陽道の建設計画は地元住民の反対で撤回され、現時点で建設される予定はなく計画は事実上消滅している。
道路の規格が第1種第3級であるため、最高速度が80 km/hに指定されている。なお、この区間はアジアハイウェイ1号線「AH1」にも指定されている。
残る廿日市IC - 廿日市JCT間は事実上山陽道と国道2号（西広島バイパス）を接続する支線のようになっている。
当初「広島岩国道路」は、日本道路公団によって広島県廿日市市から山口県岩国市に至る一般有料道路として計画された。1990年までに廿日市市から大竹市までの区間が開通したが、1994年に大竹市から岩国市に至る地域高規格道路岩国・大竹道路が新たに計画されたことから、2000年に広島岩国道路の大竹市以西の区間の事業は廃止された。当初の広島岩国道路の大竹市-岩国市間の計画では瀬戸内海側を通る予定となっていたが、岩国・大竹道路ではやや内陸部に移され国道188号岩国南バイパスに直結する形に変更された。
将来は広島南道路と接続し、広島市中心部に連絡する予定。

### 路線データ
- 起点 : 広島県廿日市市地御前
- 終点 : 広島県大竹市御園
- 全長 : 16.2 km
- 規格 : 第1種第3級
- 設計速度 : 80 km/h
- 車線 : 4車線
- 料金徴収期限 : 2060年6月22日[4]（当初は2019年4月25日であったが、道路公団民営化の過程で全国路線網になり2050年8月に延期。更新事業の財源を賄うためさらに延期[5]）

## 沿革
- 1980年（昭和55年）2月：一部着工[6]。
- 1985年（昭和60年）9月：住民との和解成立[6]。
- 1987年（昭和62年）
  - 2月26日：廿日市IC - 廿日市JCT供用開始。
  - 12月10日：廿日市JCT - 大野IC供用開始。
- 1988年（昭和63年）3月29日：大竹IC - 大竹JCT供用開始。
- 1990年（平成2年）11月27日：大野IC - 大竹IC供用開始、全線供用開始。

## インターチェンジなど
- 全区間広島県内に所在。
- 未開通区間の名称は仮称。
- BSのうち、○は運用中、◆は休止中の施設。無印はBSなし。

| IC 番号                                | 施設名           | 接続路線名                     | 起点 から (km) | 神戸 から (km) | BS | 備考 | 所在地   |
| -------------------------------------- | ---------------- | ------------------------------ | -------------- | -------------- | -- | ---- | -------- |
| 広島南道路（計画路線）                 |                  |                                |                |                |    |      |          |
| 32-1                                   | 廿日市IC         | 国道2号（西広島バイパス）      | 0.0            | 312.9          |    |      | 廿日市市 |
| 32                                     | 廿日市JCT        | E2 山陽自動車道 広島・岡山方面 | 2.5            | 310.4          |    |      | 廿日市市 |
| 32-2                                   | 大野IC           | 県道289号栗谷大野線            | 7.2            | 315.1          | ◆  |      | 廿日市市 |
| 32-3                                   | 大竹IC           | 国道2号（現道）                | 15.5           | 323.4          |    |      | 大竹市   |
| 〈33〉                                 | 大竹JCT 大竹西IC | 岩国・大竹道路（事業中）       | 16.2           | 324.1          |    |      | 大竹市   |
| E2 山陽自動車道 周南・山口・北九州方面 |                  |                                |                |                |    |      |          |

- IC番号、キロポストは、山陽自動車道と連続している。
- 広島岩国道路にはサービスエリア・パーキングエリアが設置されていないため、山陽自動車道は岡山方面は宮島SAから、九州方面は玖珂PAまで休憩施設がない。

## トンネルの数
| 区間              | 上り線 | 下り線 |
| ----------------- | ------ | ------ |
| 廿日市IC - 大野IC | 0      | 0      |
| 大野IC - 大竹IC   | 2      | 2      |
| 大竹IC - 大竹JCT  | 0      | 0      |

## 車線・最高速度
| 区間                 | 車線   | 車線   | 車線   | 最高速度                      | 備考 |
| 区間                 | 上下線 | 上り線 | 下り線 | 最高速度                      | 備考 |
| -------------------- | ------ | ------ | ------ | ----------------------------- | ---- |
| 廿日市IC - 廿日市JCT | 4      | 2      | 2      | 上り線 60 km/h 下り線 70 km/h |      |
| 廿日市JCT - 大竹JCT  | 4      | 2      | 2      | 80 km/h                       |      |

## 通行料金
料金車種区分は高速自動車国道と異なり、普通車、大型車および特大車の3つである。高速自動車国道における軽自動車等と中型車は、普通車に区分される。
距離単価は、普通車で34円/kmまたは43円/kmと高速自動車国道普通区間（24.6円/km）より割高であるが、2014年4月から当面10年間の予定で、ETC車に限り普通区間と同等にまで引き下げられている。全線利用時の普通車料金は、非ETC車で770円、ETC車で430円。
山陽自動車道との連続利用で廿日市JCT - 大竹JCT間を通過する経路の料金を計算する場合、前後の高速自動車国道の距離を通算して高速自動車国道の料金を算出し、広島岩国道路の料金を加算する。
なお「最も距離の短い経路と比べて2倍以内の距離の経路であればいずれの経路を走行しても最も安い経路の料金となる」により中国道を経由した方が安くなる場合には広島岩国道路を経由しても中国道経由で計算され広島岩国道路の料金は請求されない。

### 特別区間割引
2014年3月以前にも、高速道路利便増進事業を活用した割引として、料金水準の引き下げが行われていた。
2009年5月13日から2011年7月31日まで
ETC車限定かつ時間帯割引が適用されない場合において30%引き。全線利用時の普通車料金は、定価750円のところ割引後550円（24捨25入により50円単位に端数処理）。
2011年8月1日から2014年3月31日まで
ETCの有無を問わず普通区間と同等にまで引き下げられ、次表のようになる。ETC車には、時間帯割引が重複適用された。
| 区間                 | 普通車        | 大型車          | 特大車            |
| -------------------- | ------------- | --------------- | ----------------- |
| 廿日市IC - 廿日市JCT | (100円) 50円  | (150円) 100円   | (350円) 200円     |
| 廿日市IC - 大野IC    | (350円) 250円 | (500円) 350円   | (1,200円) 700円   |
| 廿日市IC - 大竹IC    | (700円) 500円 | (1,000円) 700円 | (2,400円) 1,300円 |
| 廿日市IC - 大竹JCT   | (750円) 450円 | (1,100円) 700円 | (2,600円) 1,200円 |
| 廿日市JCT - 大野IC   | (350円) 100円 | (500円) 200円   | (1,200円) 350円   |
| 廿日市JCT - 大竹IC   | (700円) 350円 | (1,000円) 550円 | (2,400円) 900円   |
| 廿日市JCT - 大竹JCT  | (750円) 350円 | (1,100円) 600円 | (2,600円) 950円   |
| 大野IC - 大竹IC      | (350円) 250円 | (500円) 350円   | (1,200円) 750円   |
| 大野IC - 大竹JCT     | (400円) 250円 | (600円) 400円   | (1,400円) 650円   |
| 大竹IC - 大竹JCT     | (50円) 50円   | (100円) 50円    | (200円) 50円      |

### ETC時間帯割引
一般有料道路であるため当初は時間帯割引の対象外であったが、2006年4月1日から山陽自動車道と同内容の割引（深夜割引・通勤割引）が導入された。緊急総合対策・生活対策による時間帯割引（深夜割引拡充・平日夜間割引・休日昼間割引/休日特別割引）も対象になった。2014年4月以降は、深夜割引と休日割引を実施。通勤割引の後身である平日朝夕割引も対象になる。
普通車でも、高速自動車国道（5区分）で中型車に該当する車は、休日昼間割引・休日特別割引・休日割引の対象にならない。